# Célestin Bonin
Pour les articles homonymes, voir Bonin.
Célestin Bonin, plus connu sous le nom de Bonin Pacha ou inspecteur Bonin, fut un policier français qui a contribué à moderniser la police ottomane à la fin du XIXe siècle.

## Biographie
La mise en place d'une police ottomane  moderne entre 1845, date officielle de sa fondation et 1923 la proclamation de la république turque fut un processus complexe fait de multiples apports par des experts étrangers.
L'inspecteur Célestin Bonin fut l'un des vecteurs de circulation des savoirs policiers entre l'Europe et l'Empire ottoman, où plus particulièrement entre les polices parisienne et stambouliote.
À partir des années 1880, sans qu'il soit massif, la réorganisation de la police ottomane fut principalement due à des experts français pour diffuser les nouvelles techniques de maintien de l'ordre et d'identification. Le premier expert policier fut l'inspecteur Bonin de la préfecture de police de Paris, il arriva en 1884 à Istanbul à la suite de sa mise à disposition par la France.
L'inspecteur Bonin était employé par l'empire ottoman par un contrat annualisé renouvelé chaque année pour un salaire de 500 kuru au début de sa mission et 2500 à la fin de son détachement . Il s'agissait d'un salaire supérieur à celui d'un commissaire de 1re classe qui était de 1000 kuru vers 1900. Son salaire lui était versé par le Hazine-i Maliye (Trésor public) en lieu et place du Hazine-i Hassa (Trésor personnel du Sultan) comme il avait été prévu à l'origine.
M. Bonin réorganisa les services de police en s'inspirant de la préfecture de police de Paris  et en 1892 il proposa la division de la police stambouliote entre une section administrative et une seconde de police judiciaire, ce qui fut mis en place l'année suivante. 
De plus, il avait conservé une partie de ses salaires français comme l'atteste un article dans le journal Le Cri du peuple :

« Le sieur Bonin, inspecteur de la première brigade est depuis six ans à Constantinople où il organise la police. Ses appointements sont de 10 000 francs et il est logé dans un palais. Il y a quelque temps, Bonin a été bombardé pacha. Jusqu’ici, rien à dire. Libre au Grand turc de donner à Bonin 10 000 francs par an, de le loger royalement et d’en faire un pacha. Mais Bonin pacha continue à émarger au budget municipal de Paris, et bien entendu, il conserve ses droits à la pension de retraite. Voilà qui est trop fort. Il est inadmissible que l’argent des contribuables parisiens serve à entretenir un agent de la police turque. »

L'inspecteur Bonin a ainsi pu se faire construire le château de la Grange, en brique et pierre d'inspiration Louis XIII avec une toiture en ardoise sur sa commune natale de Rouffiac en Charente.

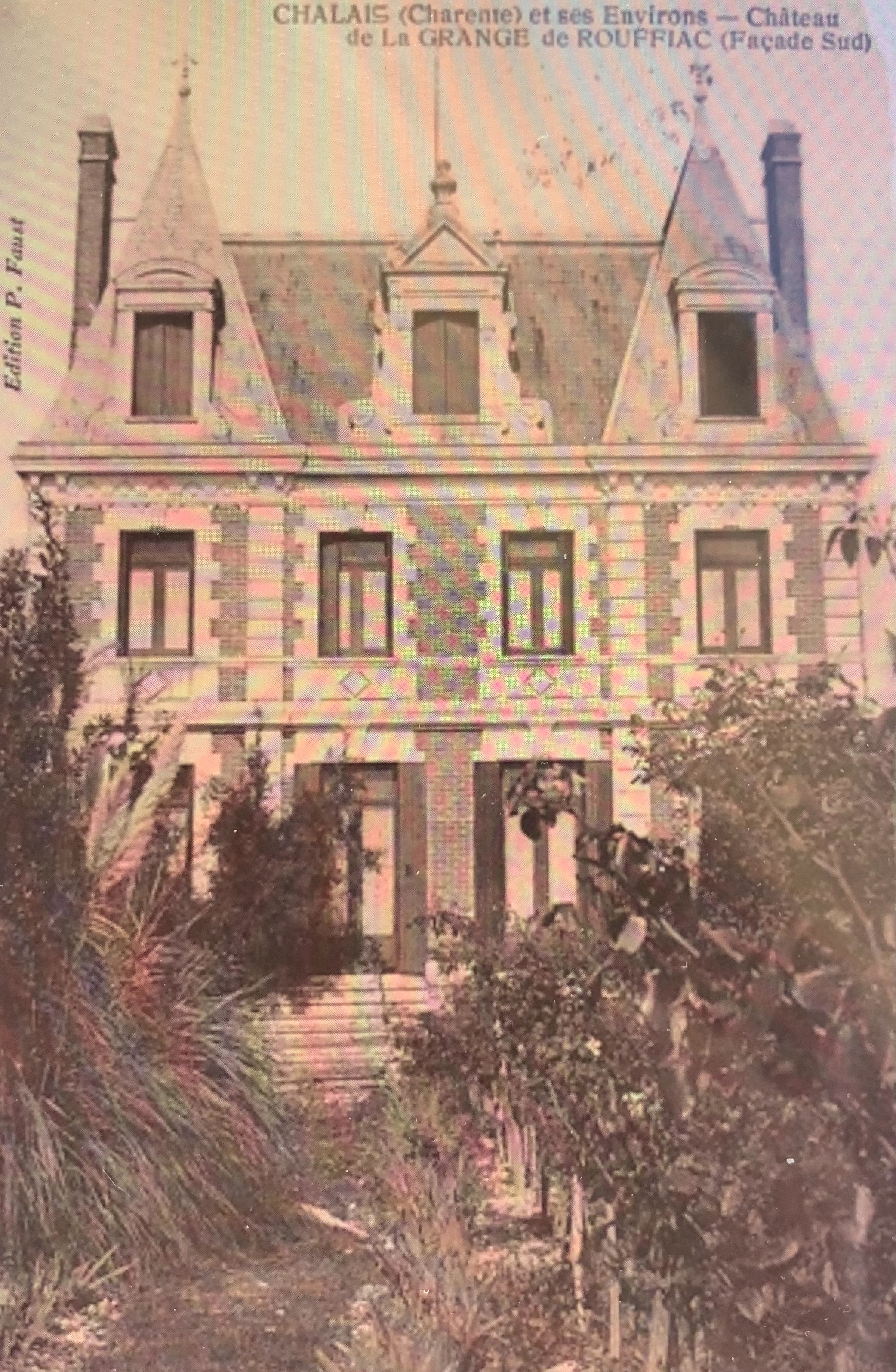
Carte postale ancienne de 1913 du château de la Grange de Rouffiac

M. Bonin qui était chef de la police du Sultan à Constantinople porta le titre de « Bonin Pacha », il démissionna en 1900 pour des raisons de santé et il fut remplacé par un autre français, l'inspecteur Lefoulon. Ce dernier était arrivé en 1895 pour y être son adjoint pour accentuer la réorganisation de la police de la capitale. Il prit le titre d'Inspecteur Général de la Police de l'Empire Ottoman et de Conseiller du ministre de la Police après le départ de M. Bonin.
L'inspecteur Bonin fut l'un des experts français qui participa à l'introduction d'une police « moderne » en Turquie sur laquelle il laissa son empreinte par la réorganisation et la rationalisation de l'institution basée sur le modèle parisien.